# Alibris
Alibris  est principalement un réseau en ligne de milliers de librairies indépendantes qui s'est spécialisé dans les livres d'occasion, les livres épuisés, les livres rares, etc. Ces librairies envoient leur stock sur Alibris afin de les vendre via son site Alibris.com aussi bien que vers d'autres canaux Amazon.com, Barnes & Noble en échange d'une commission.
La compagnie prétend avoir plus de 50 millions de livres en provenance d'un réseau de plus de 10 000 vendeurs de livres. Alibris a également un réseau semblable pour la musique, les VHS, et CD et des films (VHS ou DVD) bien qu'ils semblent se concentrer majoritairement sur le marché de livre d'occasion.
Sur la page À notre sujet sur Alibris.com: il est indiqué « Alibris relie les personnes qui aiment des livres, la musique et des films à des milliers de vendeurs indépendants autour du monde. Notre technologie de propriété industrielle et logistique avancée nous permettent d'offrir plus de 50 millions de livres anciens, nouveaux et épuisés aux consommateurs, aux bibliothèques et aux détaillants. »
Alibris appartient à la société américaine Alibris Incorporated 1250 45th Street, Suite 100, 94608, Emeryville Delaware.